# هدرجة غير متماثلة
الهدرجة غير المتماثلة (بالإنجليزية: Asymmetric hydrogenation)‏ هي تفاعل كيميائي يضيف ذرتين من الهيدروجين بشكل تفضيلي إلى أحد وجهين لجزيء ركيزة غير مشبع ، مثل ألكين أو كيتون.  الانتقائية مشتقة من الطريقة التي ترتبط بها الركيزة بالمحفزات اللولبية.  في المصطلحات ، ينقل هذا الارتباط المعلومات المكانية (ما يشير إليه الكيميائيون باسم chirality) من المحفز إلى الهدف ، ويفضل المنتج باعتباره متماثلًا واحدًا.  يتم تطبيق هذه «الانتقائية الشبيهة بالإنزيم» على تخليق بعض العوامل الصيدلانية التجارية والكيماويات الزراعية.

## تاريخ الهدرجة الغير متماثلة
في عام 1956 ، تبين أن محفزًا غير متجانس مصنوع من البلاديوم المترسب على الحرير يؤثر على الهدرجة غير المتماثلة.  في وقت لاحق ، في عام 1968 ، نشرت مجموعات ويليام نولز وليوبولد هورنر بشكل مستقل أمثلة الهدرجة غير المتماثلة باستخدام محفزات متجانسة.  في حين أن هذه التفاعلات المبكرة أظهرت فقط تجاوزات متواضعة في القياس ، إلا أنها أثبتت جدواها.  بحلول عام 1972 ، تم تحقيق زيادة تماثلية بنسبة 90٪ ، وبدأ أول تخليق صناعي لعقار باركنسون L-DOPA باستخدام هذه التقنية. [بحاجة لمصدر]
استمر مجال الهدرجة غير المتماثلة في تجربة عدد من التطورات الملحوظة.  طور Henri Kagan DIOP ، وهو ثنائي فوسفين متناظر C2 سهل التحضير يعطي مستويات عالية في تفاعلات معينة.  قدم Ryōji Noyori المحفزات القائمة على الروثينيوم للركائز القطبية المهدرجة غير المتماثلة ، مثل الكيتونات والألدهيدات.  ثم أدى إدخال روابط P ، N إلى توسيع نطاق الروابط المتماثلة C2 ، على الرغم من أنها لا تتفوق بشكل أساسي على الروابط اللولبية التي تفتقر إلى التناظر الدوراني.  اليوم ، الهدرجة غير المتماثلة هي منهجية روتينية في الكيمياء العضوية على نطاق الصناعة والمختبر.[بحاجة لمصدر]
تم الاعتراف بأهمية الهدرجة غير المتماثلة من خلال جائزة نوبل في الكيمياء لعام 2001 التي مُنحت إلى ويليام ستانديش نولز وريوجي نويوري. 

## المعادن

### معادن المجموعة البلاتينية
الروديوم ، أول معدن يستخدم في الهدرجة غير المتماثلة المتجانسة ،  لا يزال يستخدم على نطاق واسع.  تتطلب أهداف الهدرجة غير المتماثلة مع الروديوم عمومًا مجموعة تنسيق قريبة من الأولفين.  في حين أن هذا المطلب هو قيد ، فإن العديد من فئات الركائز تمتلك مثل هذه الوظيفة ، على سبيل المثال  الأميدات غير المشبعة.
تعتمد هدرجة Noyori غير المتماثلة على الروثينيوم. تم التوسع في العمل اللاحق على قالب المحفز الأصلي لـ Noyori ، مما أدى إلى تضمين ركائز صعبة تقليديًا مثل t-butyl ketones [10] و tetralones كركائز قابلة للحياة للهدرجة باستخدام محفزات الروثينيوم
محفزات الإيريديوم مفيدة لعدد من الركائز «غير التقليدية» التي لم يتم العثور على محفزات جيدة لها مع عنصري الروثينيوم   و الروديوم.  الأوليفينات غير الوظيفية هي الحالة النموذجية ، ولكن توجد أمثلة أخرى بما في ذلك الكيتونات. تتمثل إحدى الصعوبات الشائعة في المحفز الذي يحتوي على الإيريديوم في ميلها إلى التشذيب في المحلول.  استخدام أنيون غير منسق .
− هو الحل الأكثر قابلية للتطبيق على نطاق واسع لمشكلة التجميع. تتضمن الإستراتيجيات الأخرى لتعزيز استقرار المحفز إضافة ذراع تنسيق إضافي إلى الترابط اللولبي ، [15] زيادة الحجم الفراغي للرابط ، باستخدام يجند متشعب ، زيادة صلابة الترابط ،  تجميد الرابطة ،  واستخدام أنظمة غير متجانسة الفلزات (مع الإيريديوم كأحد المعادن). [بحاجة لمصدر]

### المعادن الأساسية
يعد الحديد هدفًا بحثيًا شائعًا للعديد من العمليات التحفيزية ، ويرجع ذلك إلى حد كبير إلى تكلفته المنخفضة وسميته المنخفضة مقارنة بالمعادن الانتقالية الأخرى.  تم تحقيق طرق الهدرجة غير المتكافئة باستخدام الحديد ، على الرغم من أنها أدنى من المحفزات القائمة على المعادن الثمينة من حيث المعدلات والانتقائية.  في بعض الحالات ، أثبتت الجسيمات النانوية غير المحددة هيكليًا أنها الأنواع النشطة في الموقع وقد تنتج الانتقائية المتواضعة التي لوحظت من أشكالها الهندسية غير المنضبطة